# Premier Unique
Premier Unique  um dos maiores arranha-céu do Centro-Oeste e o décimo oitavo mais alto do Brasil até 2012. Estará localizado no Jardim Goiás, Goiânia, Goiás. Possui 142m de altura e 44 andares, tornando-se um dos maiores prédios residenciais do Brasil.